# Cmentarz wojenny nr 125 – Zagórzany
Cmentarz wojenny nr 125 – Zagórzany – austriacki cmentarz wojenny z okresu I wojny światowej wybudowany przez Oddział Grobów Wojennych C. i K. Komendantury Wojskowej w Krakowie na terenie jego okręgu IV Łużna.
Znajduje się we wschodniej części miejscowości Zagórzany w powiecie gorlickim, w gminie Gorlice województwa małopolskiego. 
Cmentarz zbudowano na wąskim, ze stromymi, kilkunastometrowymi skalnymi zboczami, cyplu wrzynającym się od północy, w dolinę potoku Moszczanka dopływu rzeki Ropy. U podnóża wzniesienia zbudowali austriaccy inżynierowie niewielki mur oporowy chroniący skały przed osunięciem. Na cmentarz prowadzi trawersem, także zbudowana przez nich, umocniona betonowym krawężnikiem ścieżka. Na jej początku zachował się oryginalny słup informujący o cmentarzu. Brama wejściowa to kratownica z metalowych prętów, pomiędzy zbudowanymi z piaskowcowych bloków kolumnami. Znajduje się w dolnej części nekropolii. Cmentarz jest ogrodzony. Pomiędzy słupkami z kamiennych bloczków zamontowano betonowy, ażurowy płot. Na prawo od wejścia wmontowano w ogrodzenie, zbudowaną z betonu i kamienia, ławę. 
Nekropolia to długi, wąski w formie prostokąta w dolnej części, a wokół pomnika przechodzący w kształt okręgu, obiekt.
Znajdujący się w górnej części cmentarza pomnik ma formę stojącego na postumencie wysokiego, czterościennego obelisku zbudowanego z bloków kamiennych. Na każdej z jego ścian znajduje się duży betonowy krzyż. Na pomniku brak jakichkolwiek inskrypcji. W ogrodzenie, wokół pomnika, wmontowano trzy kamienne ławy. Tylko na nagrobkach żołnierzy niemieckich zachowały się tabliczki imienne.
Po obydwu stronach, wzdłuż ogrodzenia pochowano 149 żołnierzy rosyjskich, przed pomnikiem 9 żołnierzy austriackich a wokół pomnika 32 żołnierzy niemieckich. Polegli w okresie: koniec 1914 roku do maja 1915, także podczas bitwy pod Gorlicami.
Obiekt projektował Anton Müller.

## Galeria

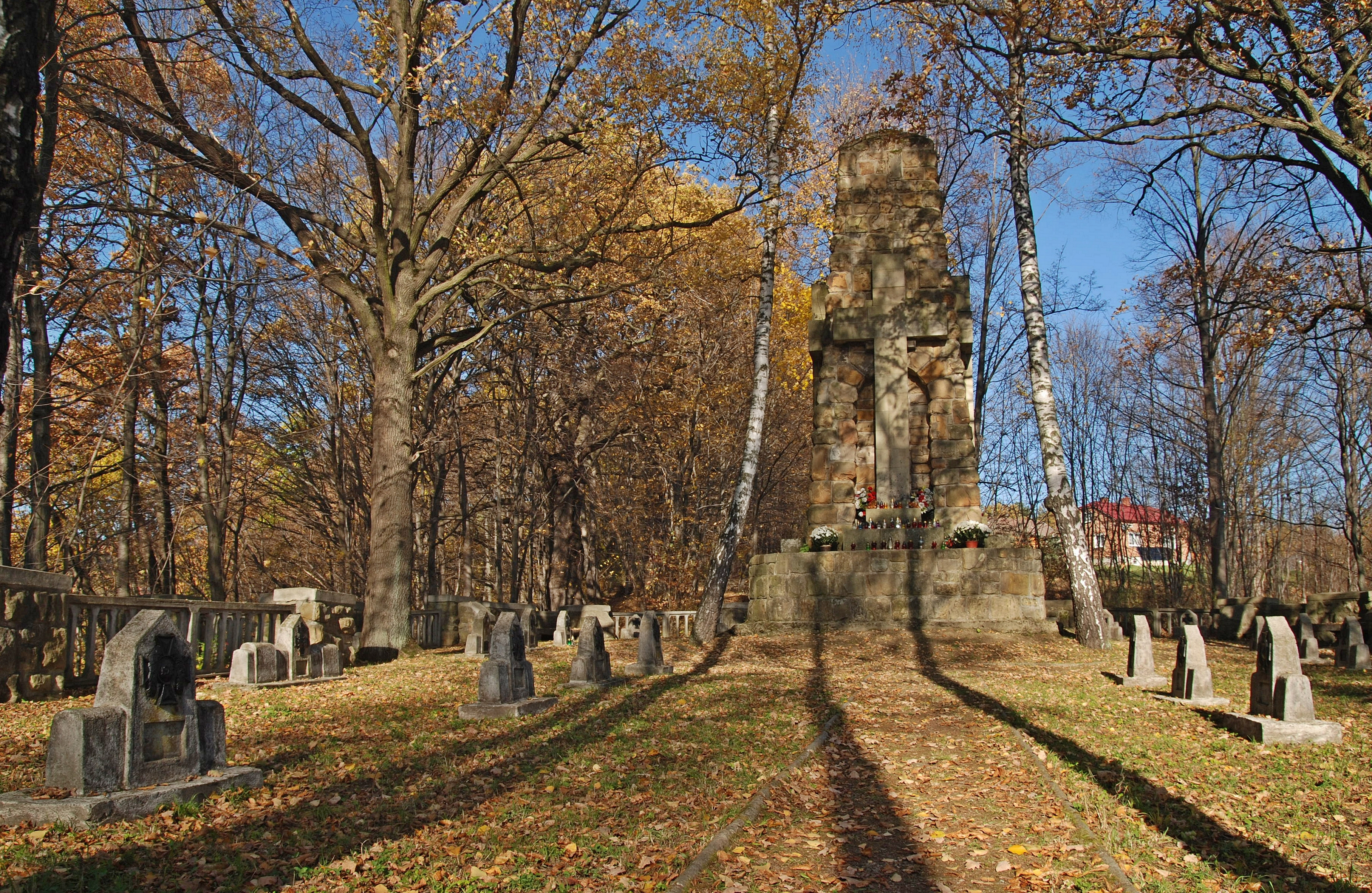
Widok na pomnik główny
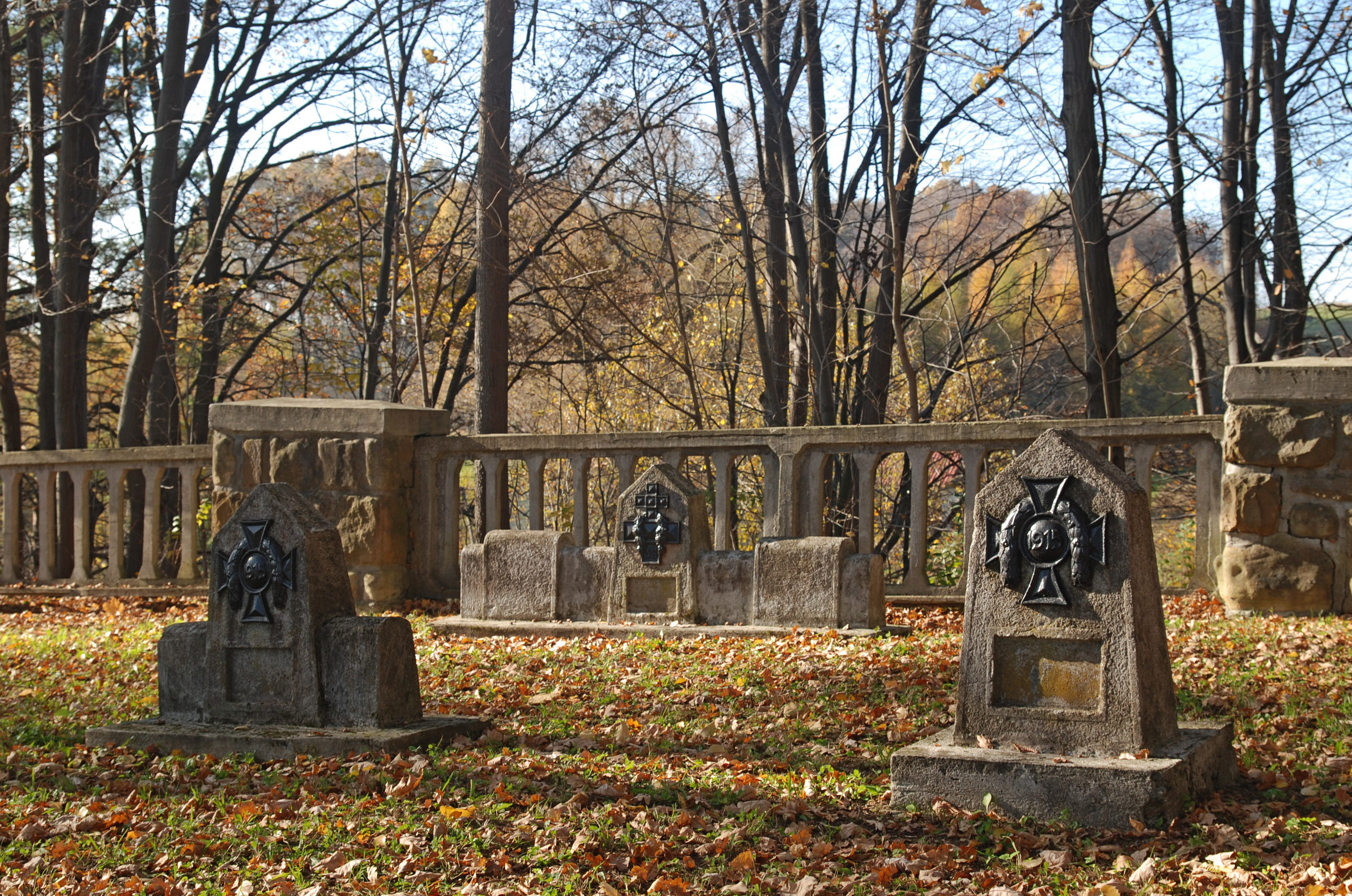
Stele nagrobne
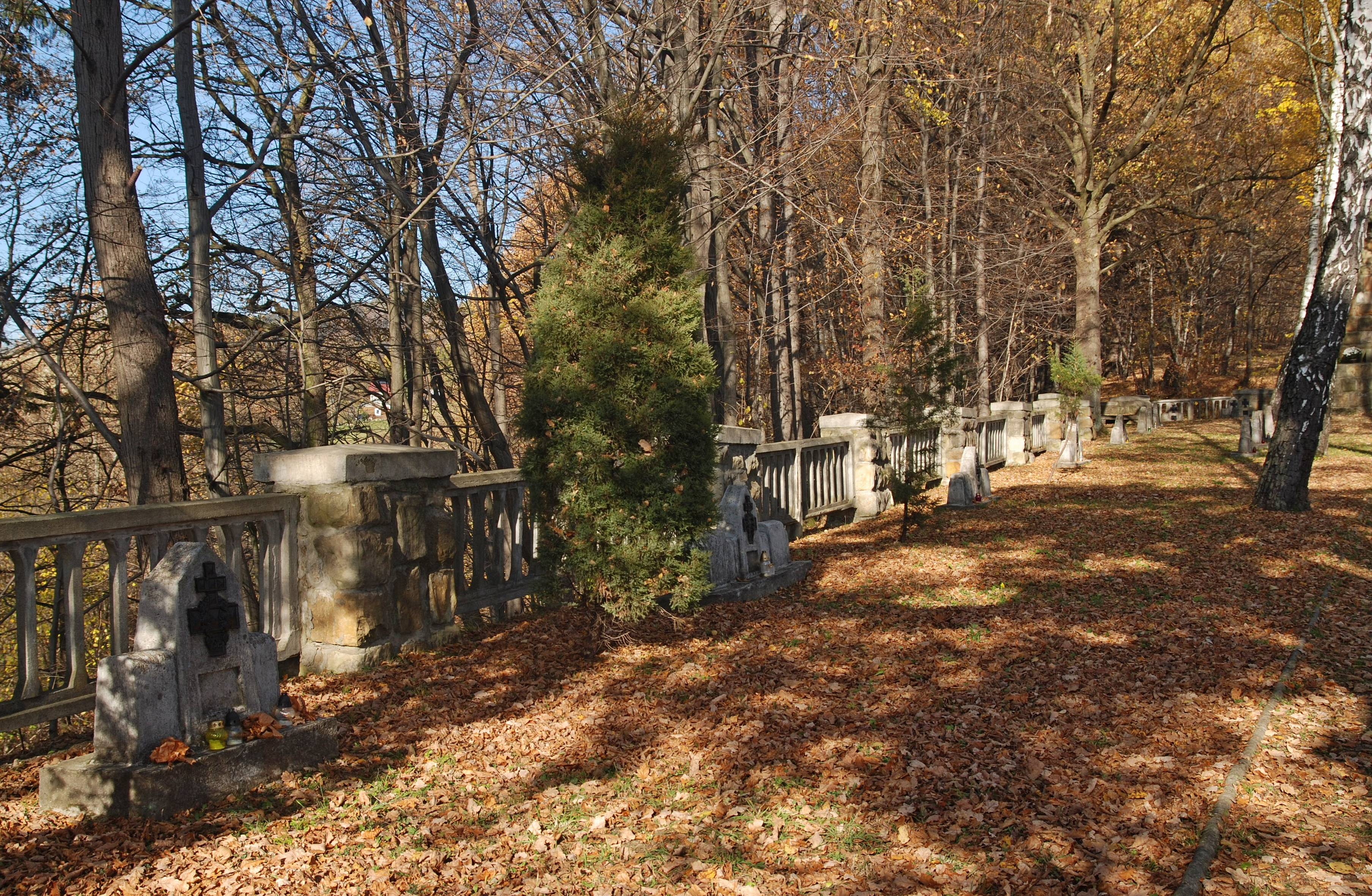
Fragment cmentarza
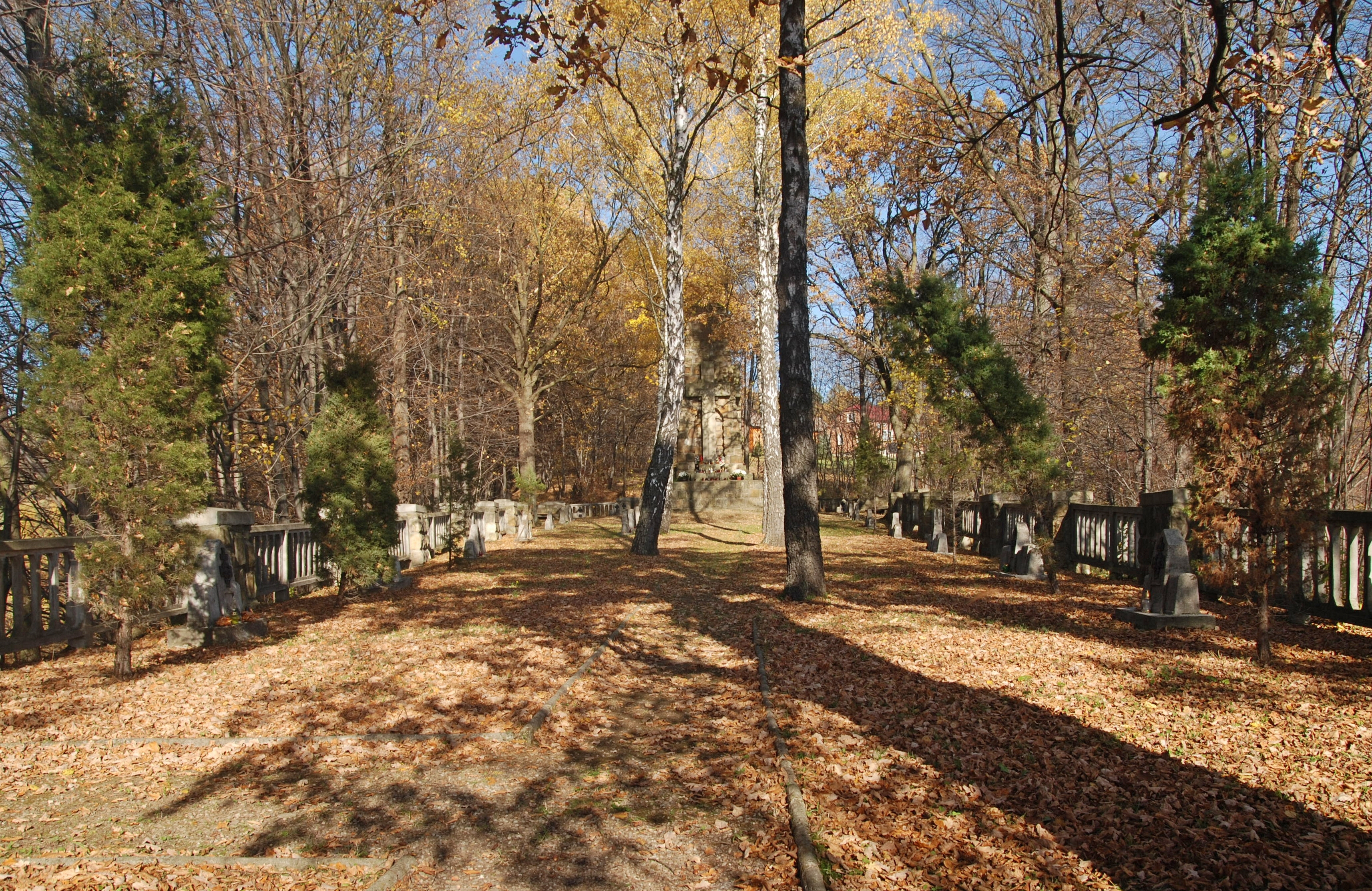
Fragment cmentarza
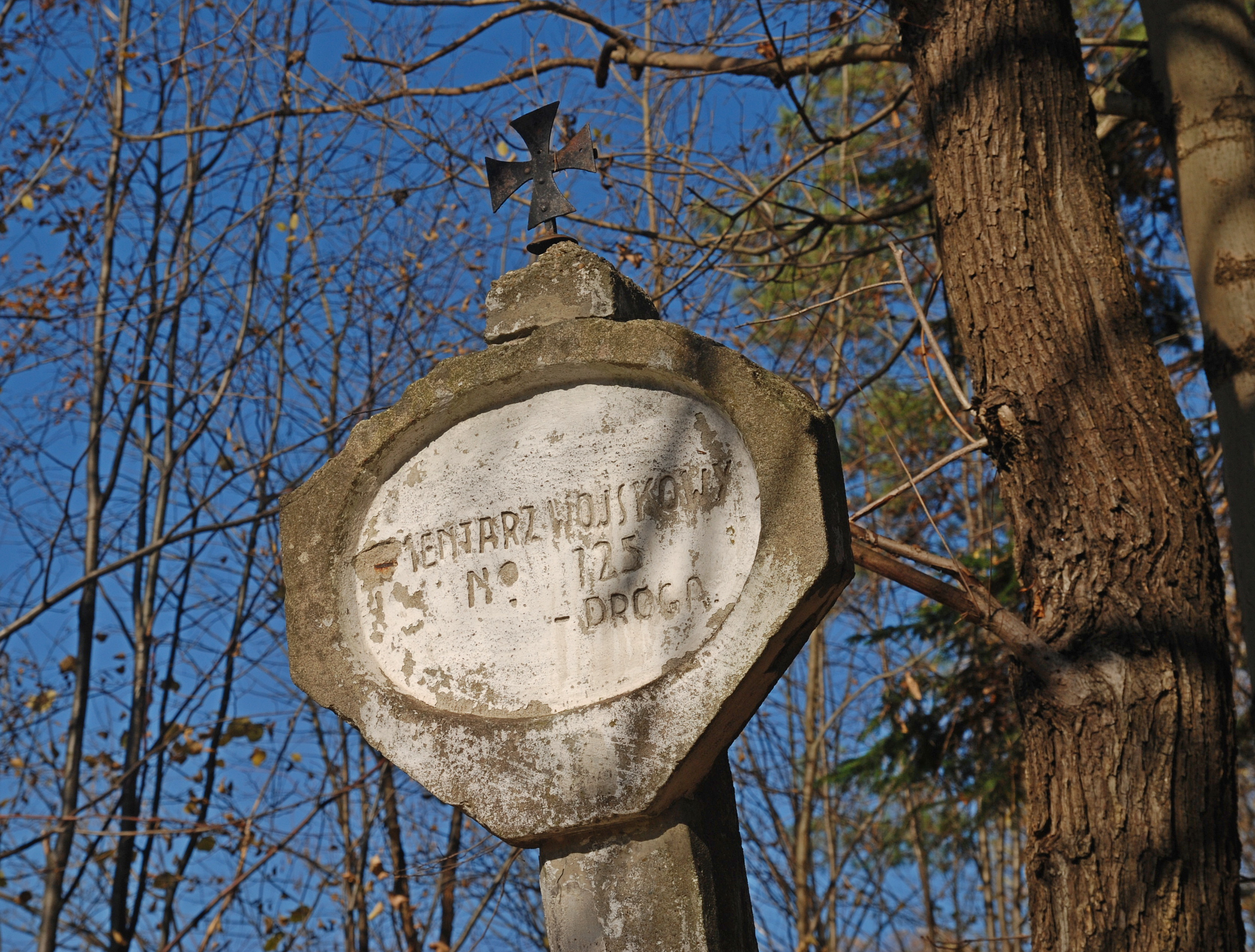
Drogowskaz
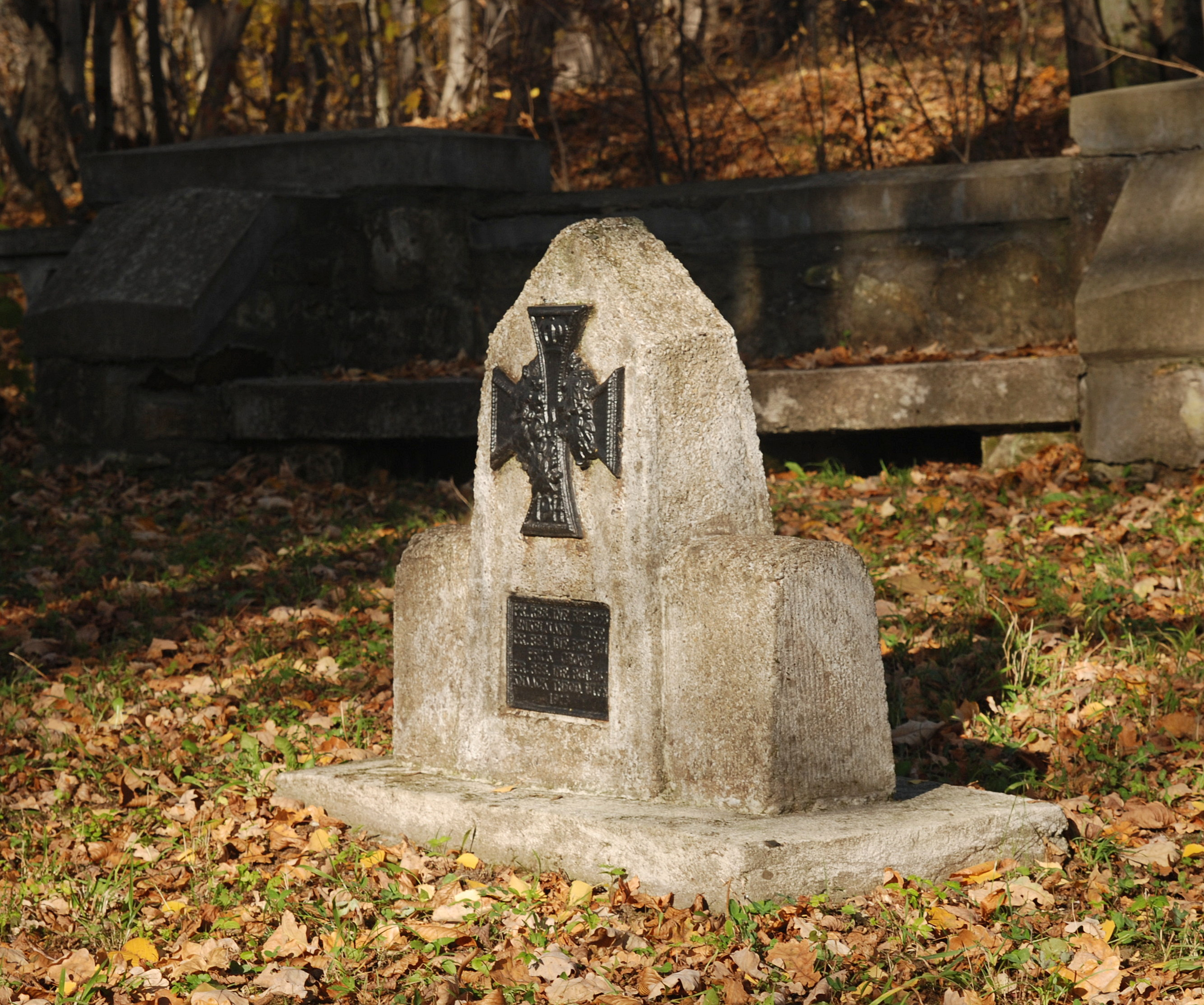
Austriacka stela nagrobna